# Свети Константин (село)
Свети Константин е село в Южна България. Намира се в община Пещера, област Пазарджик.
Населението варира според сезона.

## География
Свети Константин се намира на 5 км от язовир Батак и на 16 км от Пещера. Надморската му височина е около 1350 м. 

## История
През 1910 г. с указ на цар Фердинанд е създадено курортното селище „Свети Константин“. През 2019 г. е създадено като населено място и с указ на президента е именувано на името на курортното селище. Към момента на създаване селото се явява 5000-ото село в България.